# 지크프리트 라우흐

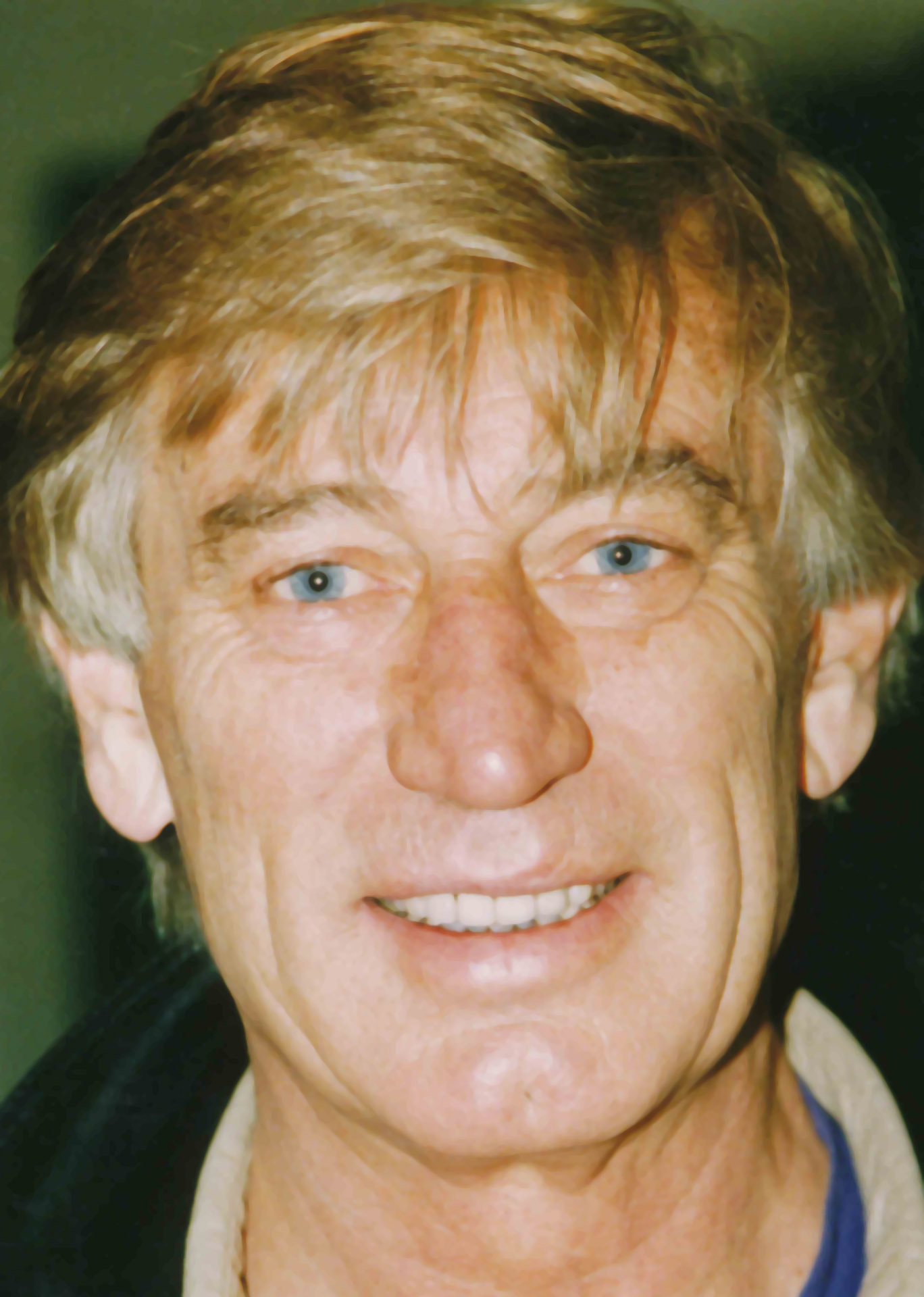

지크프리트 라우흐(독일어: Siegfried Rauch, 1932년 4월 2일 ~ 2018년 3월 11일)는 독일의 배우이다. 2018년 낙상 사고로 죽었다.

## 영화
- 마이클 스트로고프 (1999년)
- 메가톤 (1990년)
- 지옥의 영웅들 (1980년) - 슈뢰더 역
- 아테네 탈출 (1979년) - 브라운 역
- 전쟁과 십자가 (1977년)
- 독수리 착륙하다 (1976년)
- 르망 (1971년)
- 패튼 대전차 군단 (1970년) - Capt. 오스카 슈타이거 역
- 코미자르 X (1967년)